# Flavonol-3-O-triglukozid O-kumaroiltransferaza
Flavonol-3-O-triglukozid O-kumaroiltransferaza (EC 2.3.1.173, 4-kumaroil-KoA:flavonol-3-O-(beta-D-glukozil-(1->2)-beta-D-glukozid) 6'''-O-4-kumaroiltransferaza) je enzim sa sistematskim imenom 4-kumaroil-KoA:flavonol 3-O-(beta-D-glukozil-(1->2)-beta-D-glukozil-(1->2)-beta-D-glukozid) 6'''-O-4-kumaroiltransferaza. Ovaj enzim katalizuje sledeću hemijsku reakciju
4-kumaroil-KoA + flavanol3-O-[beta--glukozil-(1->2)-beta--glukozil-(1->2)-beta--glukozid] {\displaystyle \rightleftharpoons } KoA + flavanol3-O-[6-(4-kumaroil)-beta-D-glukozil-(1->2)-beta--glukozil-(1->2)-beta--glukozid]
Ovaj enzim aciluje kampferol 3-O-triglukozid na terminalnoj glukozilnoj jedinici.

## Literatura
- Nicholas C. Price; Lewis Stevens (1999). Fundamentals of Enzymology: The Cell and Molecular Biology of Catalytic Proteins (Third изд.). USA: Oxford University Press. ISBN 019850229X.
- Eric J. Toone (2006). Advances in Enzymology and Related Areas of Molecular Biology, Protein Evolution (Volume 75 изд.). Wiley-Interscience. ISBN 0471205036.
- Branden C; Tooze J. Introduction to Protein Structure. New York, NY: Garland Publishing. ISBN 0-8153-2305-0.
- Irwin H. Segel. Enzyme Kinetics: Behavior and Analysis of Rapid Equilibrium and Steady-State Enzyme Systems (Book 44 изд.). Wiley Classics Library. ISBN 0471303097.

## Spoljašnje veze
- Flavonol-3-O-triglucoside+O-coumaroyltransferase на 